# Ningirsu
Ningirsu és el nom d'una deïtat sumèria de l'estat de Lagaix. Tenia el temple principal a la ciutat de Girsu. El seu nom significa «Senyor (NIN) de Girsu». La seva parella era la deessa Bau.
Era una divinitat agrària que portava una pala com a símbol, i se'l representava en forma al·legòrica com una àguila amb cap de lleó que subjectava amb les urpes dos animals. Com a deïtat tutelar de Lagaix era considerat el rei del país, i el governant terrenal n'era només el vicari (ensi). Les victòries dels reis de Lagaix s'atribuïen sempre a Ningirsu, tal com es veu a l'Estela dels voltors, on a més de la imatge del rei Eannatum I (cap a l'any 2450 aC), es veu fragmentàriament la representació del déu Ningirsu.
Després de la caiguda del regne de Lagaix, cap al segle xxii aC Ningirsu va perdre importància, i no va tenir cap lloc destacat a la religió mesopotàmica. Ninurta, déu tutelar de Nippur, va assumir els seus atributs.